# Mercedes La Ceiba
Mercedes La Ceiba è un comune del dipartimento di La Paz, in El Salvador.